# 発生学

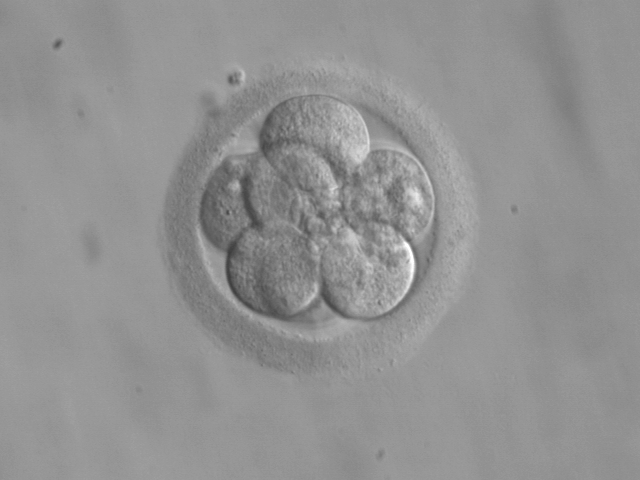
桑実胚：8細胞期

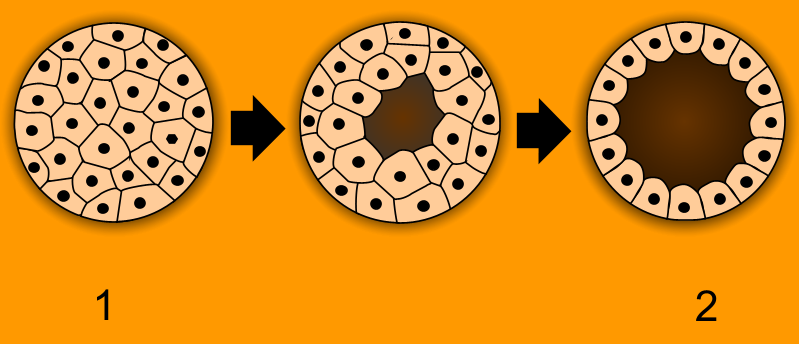
1 - 桑実胚, 2 - 胞胚

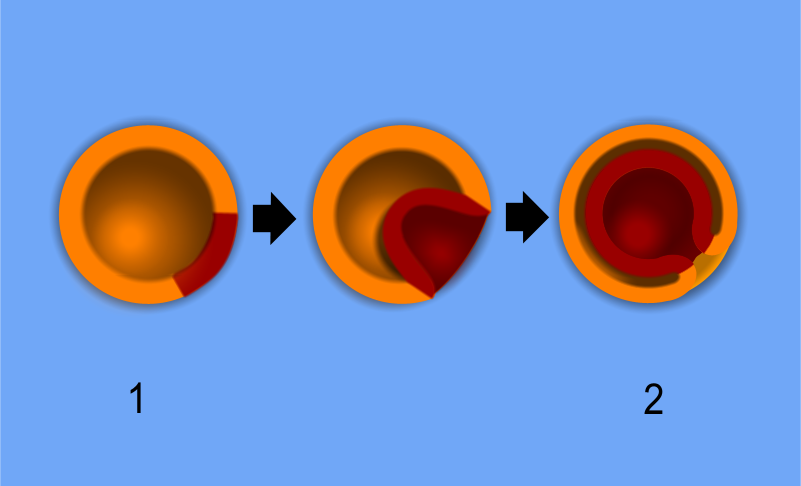
1 - 胞胚, 2 - 原腸形成; オレンジ - 外胚葉, 赤 - 内胚葉

発生学（はっせいがく、Embryology）は、胚の発生を研究する学問である。胚とは、動物では誕生や孵化の前、植物では発芽の段階にある全ての組織と定義できる。
発生学では主に、受精卵の発生と組織や器官への分化を扱っている。分割が起こると、桑実胚から端に極のある胞胚となる。
左右相称動物では、胞胚の発達の仕方には大きく2通りあり、これによって動物界が二分されている。胞胚の最初にできた極が口になるのが旧口動物であり、肛門になるのが新口動物である。旧口動物には、昆虫などの多くの無脊椎動物が含まれ、新口動物には脊椎動物などの進化した動物の多くが含まれる。また、この過程を原腸形成という。
原腸形成が起こるとすぐに細胞は3つの層に分かれ、全ての器官や組織はここから作られる。
- 内胚葉からは、消化管、肺、膀胱等ができる。
- 中胚葉からは、筋肉、骨格、血管等ができる。
- 外胚葉からは、神経管や皮膚等ができる。

ヒトでは、「胚」という言葉は、受精卵が子宮に着床した時から、妊娠後8週目頃までを指し、妊娠8週目を過ぎると胎児と呼ばれるようになる。
多くの種で、初期の胚は良く似ている。これは、多くの種が同じ進化の歴史を経てきているからであると説明される。これは相同性と呼ばれる。

## 歴史

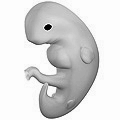
6週目のヒトの胎児

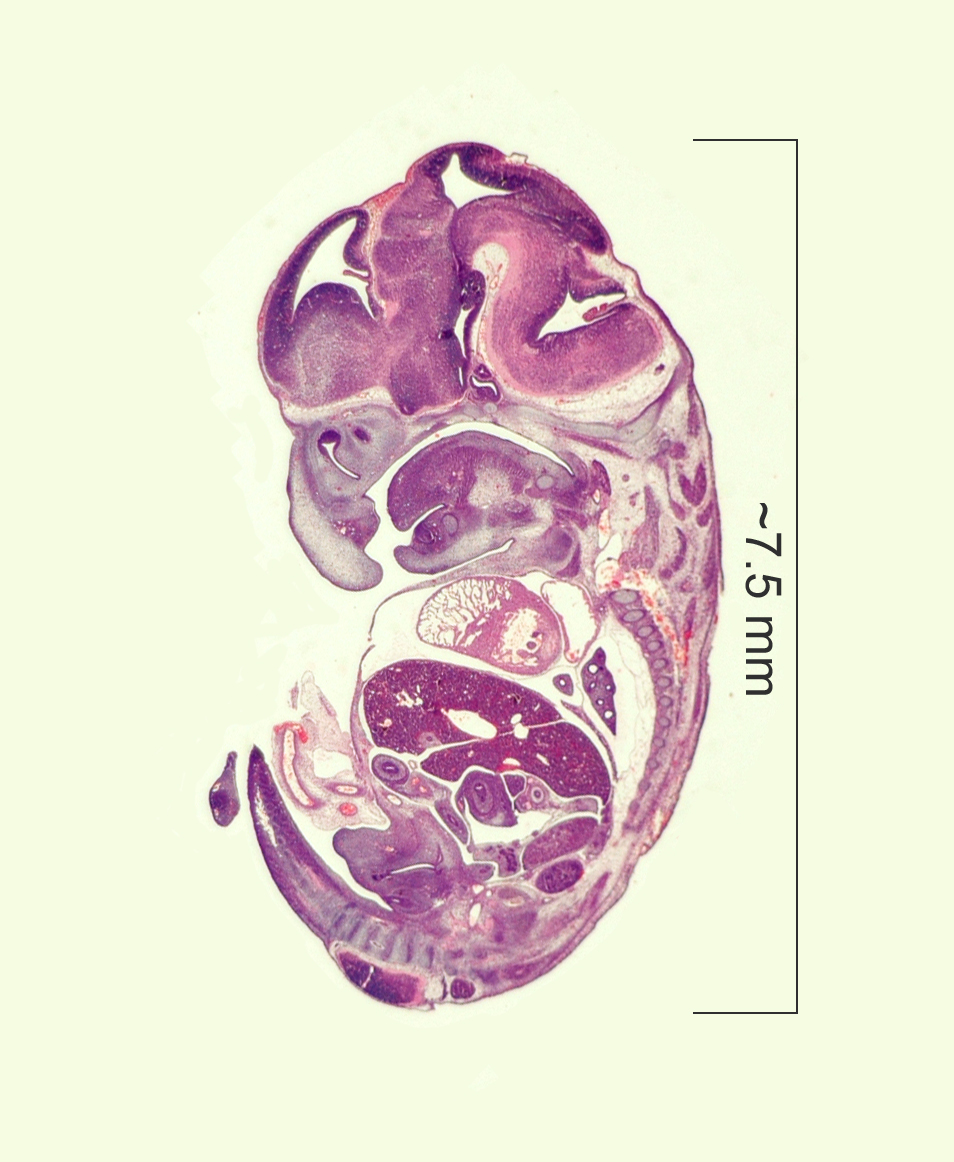
10日目のネズミの胚

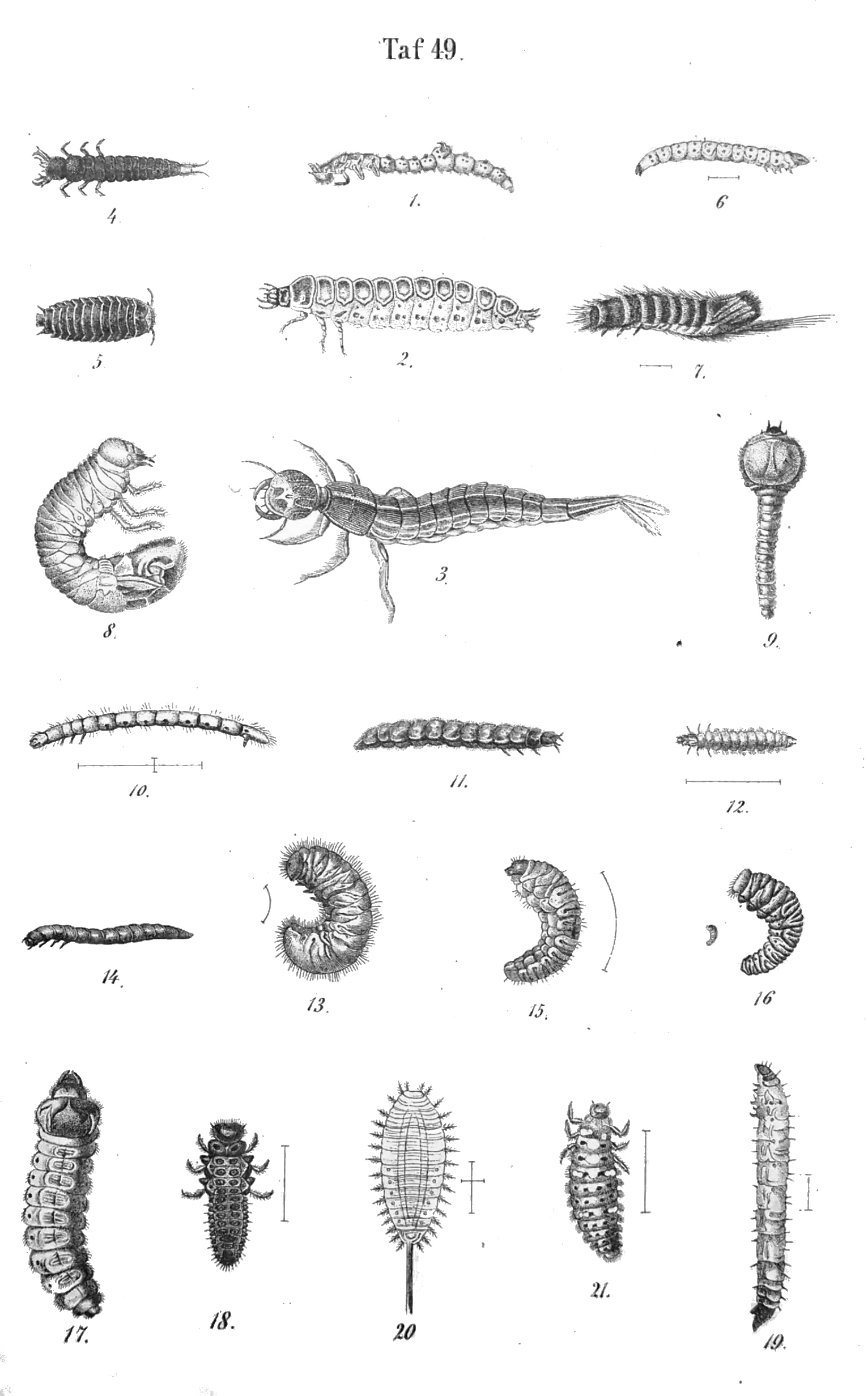
甲虫の幼虫

18世紀まで、ヒトの発生には、卵子や精子の中に予め小さな胎児が含まれているという前成説が信じられていた。これと反対の説が後成説で、アリストテレスによって2000年も前に考えられていた。後成説では、卵から徐々に動物の形成が始まるとされる。19世紀に顕微鏡が改良されると、生物学者は進化の段階に沿って胚を観察することができるようになり、後成説が支持されるようになった。
近代の発生学の草分けには、ギャヴィン・デ・ビーア、チャールズ・ダーウィン、エルンスト・ヘッケル、J・B・S・ホールデン、ジョゼフ・ニーダムらがいる。また、アリストテレスから続く近代以前の発生学者には、レオナルド・ダ・ヴィンチ、マルチェロ・マルピーギ、ジェロラモ・カルダーノ、ラザロ・スパランツァーニらがいる。他にはウイリアム・ハーベー、クリスティアン・パンダー、アウグスト・ヴァイスマンらが発生学に重要な貢献をした。
1950年代以降は、デオキシリボ核酸の構造が明らかになり、分子生物学、発生生物学に関する知見が蓄積し、胚から徐々に形態が変わってくるそれぞれの段階で、どの遺伝子がどのように制御されながら働いているのかを明らかにする取り組みができるようになった。

## 脊椎動物と無脊椎動物
発生についての多くの原則は、脊椎動物と同様に無脊椎動物にも当てはまる。そのため、無脊椎動物の胚の研究が脊椎動物の胚の研究を進化させてきた。しかし、多くの相違点も見つかっている。例えば、無脊椎動物の多くの種は発達が完了する前に、親とは違う形の幼虫の時代を経る。無脊椎動物の発生学は、他の無脊椎動物の種と似ている点が多いが、違いも沢山ある。例えば、クモは卵から直接成虫になるが、多くの昆虫は少なくとも1つの幼虫の段階を経る。

## 近代の発生学の研究
現在では発生学は、発生の過程での遺伝学的制御、細胞シグナル、ある種の病気や突然変異、幹細胞との関係等で、重要な研究テーマとなっている。